# Gedeost
Gedeost er ost fremstillet af gedemælk.

## Egenskaber
Komælk og gedemælk har lignende fedtindhold. Trods det har gedemælk højere indhold af medium-kædede fedtsyrer som caproic, caprylic og capricsyre som bidrager til den karakteristiske syrlige smag i gedmælksost. Disse fedtsyrer har navne fra det latinske ord for ged, capra.)
Gedemælk konsumeres bedre af mindre børn og ældre, som er syge eller har lavere tolerance for komælk. Gedemælk minder mere om modermælk end komælk trods store forskelle internt. Hvor komælk er det mest populære i Vesten, er gedmælk og gedeost det mest populære i store dele af resten af verden. Gedeost fremstilles ofte i områder, hvor der er begrænset kølekapacitet og indeholder meget mere salt af hensyn til konserveringen.
Gedeost har været fremstillet gennem tusinder af år og var sandsynligvis et af de første mejeriprodukter.
Gedeost bliver blødere, når den udsættes for varme, men det smelter ikke på samme måde som mange komælksoste gør.

## Gedeost efter land

### Frankrig
Frankrig producerer en lang række af gedeoste (fransk: Chèvre) især i Loiredalen og i Poitou, hvor det siges at geder er blevet indført af Maurere i det 8. århundrede.  Eksempler på fransk chèvre er Bucheron, Chabis, Chavroux, Clochette, Couronne Lochoise, Crottin de Chavignol (største producent af gedeost AOC), Montrachet (Bourgogne), Pélardon, Picodon, Pouligny Saint-Pierre, Rocamadour, Sainte-Maure de Touraine, Chabichou du Poitou, Valençay og Pyramide.

### Spanien og Portugal
- Mató er en catalansk friskost af ko- eller gedemælk.
- Castelo Branco er en portugisisk gedemælksost.
- Garrotxa er en fast gedeost oprindeligt fra Garrotxa i det nordlige Catalonien.

### Storbritannien
- Pantysgawn er en walisisk gedemælksost.
- Capricorn er en gedemælksost fra Somerset.
- Gevrik er en gedemælksost fra Cornwall. Ordet gevrik betyder 'lille ged' på cornish.[4]
- Tesyn er en røget gedemælksost fra Cornwall.[5] Tesyn betyder 'kage' på cornish.[6]

### USA
- Kunik er en gedeost fremstillet på en blanding af gede- og jerseymælk med egenskaber som brie.

### Grækenland
- Fetaost, Mizithraost og Anthotyrosost har været fremstillet af en blanding af gede- og fåremælk og også komælk men sjældent brugt.

### Israel
- Labneh er en gedeyoughurtost, der konsumeres i flere dele af verden.

### Norge
- Myseost, (norsk: Brunost) er norsk gedeost af valle.

### Irland
- Tullyboy gedeost er en gedeost med hård konsistens fremstillet af pasteuriseret mælk.

### Italien
- Caprino er en italiensk gedemælksost.

### Kina
- Rubing er en frisk gedeost fra Yunnan-provisen, der minder om den indiske paneer.

### Australien
- Buche Noir er frisk presset ostemasse fra Sydney-regionen.

### Tyrkiet
- Tulumost og sutdiyari er gedeoste fremstillet i Tyrkiet har været fremstillet af en blanding af gede- og fåremælk og også komælk men sjældent brugt.

### Serbien
- Pule ost eller magareći sir, er en serbisk ost lavet af 60% balkan æselmælk og 40% gedemælk.

### Danmark
- Rosa mundo, fenna mundo, vita mundo flora mundo, geta mundo og cumulu blue er nogle gedeoste fremstillet i Danmark.[7]